# Last.fm
Last.fm은 영국에 기반을 둔 인터넷 라디오 방송과 2005년 8월, 자매 사이트인 음악 추천 시스템 오디오스크로블러(Audioscrobbler)를 병합한 웹사이트이다. 이 시스템은 각 사용자의 음악 취향을 저장해둔 구체적인 프로필을 바탕으로 사용자에게 사용자의 취향에 맞는 곡들을 추천하고, 비슷한 취향의 이용자들을 서로 연결시켜 주고, 개개인에게 맞춤 라디오 스테이션을 제공한다.
사용자의 프로필은 사용자가 컴퓨터 또는 아이팟 같은 휴대용 기기에 Last.fm의 플러그인을 설치한 후, 음악을 들으면 그 즉시 라스트 FM으로 '스크로블링'(scrobbling)하는데, 이러한 과정을 통하여 내용이 채워지게 된다. 즉 Last.fm을 통해서 듣는 모든 음악이 사용자의 프로필에 작성되는 것이다.
회원 등록은 기본적으로 무료이지만, 일부 기능은 유료 사용자만 사용할 수 있다. 유료 사용자로 등록하면 자신만의 라디오 스테이션을 만들 수 있고, 비공개인 베타 서비스 접근이 가능하며 광고를 보지 않아도 되는 등의 특권이 제공된다.
2007년 5월 30일, CBS 인터랙티브는 Last.fm을 2억 8000만 달러에 인수했다.